# Apple Vision Pro
Apple Vision Pro is een gemengde realiteit-headset ontwikkeld door Apple. Gemengde realiteit is een combinatie van virtuele realiteit (VR) en aangevulde realiteit (AR).
De headset werd onthuld op 5 juni 2023 tijdens de WWDC 2023. In februari 2024 kwam de headset op de markt, in eerste instantie alleen in de Verenigde Staten.
De headset is de eerste generatie in de Apple Vision-productlijn; de eerste nieuwe productlijn sinds de Apple Watch in 2014. In tegenstelling tot de Apple Watch staat de headset compleet los van de iPhone. De headset was meer dan zeven jaar in ontwikkeling. Naar verluidt heeft Apple meer dan 5.000 patenten ingediend met betrekking tot het apparaat.

## Kenmerken
De headset bestaat uit een aluminium behuizing met een glazen voorkant, en aan de achterkant een uitwisselbaar kussen en hoofdband. In de behuizing zitten vijf sensoren, twaalf camera's, en een 4K-scherm voor elk oog. Het apparaat wordt aangestuurd door M2- en R1-processors van Apple. De voorkant van de headset is ook voorzien van een scherm, waarmee een geanimeerde versie van de ogen van de gebruiker wordt getoond. Indien de gebruiker volledig in de VR-wereld is, wordt een gloeiend scherm getoond om te suggereren dat hij of zij niet beschikbaar is. 
De headset wordt gevoed door een externe accu, met een capaciteit voor twee uur gebruik. Voor mensen met een bril op sterkte zijn er optische inzetstukken die magnetisch in de headset worden bevestigd. Deze lenzen worden geproduceerd door Zeiss.